# 세계 농업 식량 안보 프로그램
세계농업식량안보프로그램(Global Agriculture and Food Security Program, GAFSP)은 빈곤국가의 농업생산성 제고를 위한 중장기 프로젝트 실행을 목적으로 대한민국, 미국, 캐나다, 스페인 및 빌게이츠 재단이 기금(8.8억달러)을 출연하여 2010년 4월 22일 출범한 프로그램이다.